# Seychalles
Seychalles település Franciaországban, Puy-de-Dôme megyében. Lakosainak száma 787 fő (2022. január 1.). Seychalles Beauregard-l’Évêque, Bouzel, Lempty, Lezoux és Moissat községekkel határos.

## Népesség
A település népessége az elmúlt években az alábbi módon változott:
| Lakosok száma | 696  | 748  | 801  | 785  | 789  | 799  | 791  | 789  | 787  |
|               | 2013 | 2015 | 2016 | 2017 | 2018 | 2019 | 2020 | 2021 | 2022 |